# Gudumlund
 For alternative betydninger, se Gudumlund Hovedgård.
Gudumlund er en landsby i det nordlige Himmerland med 99 indbyggere (2008). Gudumlund er beliggende ved Gudumlund Hovedgård nær Lindenborg Å tre kilometer syd for Gudumholm, fem kilometer nord for Nørre Kongerslev og 20 kilometer sydøst for Aalborg. Landsbyen hører under Aalborg Kommune og er beliggende i Gudum Sogn.
Gudumlund er fordumstiders fabriksby og strækker sig fra en sydvendt bakketop i snoet kurve ned mod Lindenborg Ådal mod nord. Bebyggelsen er koncentreret omkring den gennemgående vej med løvtræsbevoksning om vestsiden af byen. Der er tale om en blandet bebyggelse med mindre landarbejderhuse, tomme produktionsbygninger (fajance produktion), fra tiden da fabriksbyen var en del af Gudumlund Hovedgård. Efter Statens Jordlovsudvalg overtog Gudumlund Hovedgård i 1923 blev der udstykket husmandssteder. I byens sydlige del findes en mindre parcelhusbebyggelse. Ligeledes i byens sydlige del, lidt tilbagetrukket fra vejen findes den tidligere præstegård som er en meget velbevaret bindingsværksgård med adgang via løvtræsallé.